# Чемпіонат Югославії з футболу 1926
Чемпіонат Королівства Сербів, Хорватів і Словенців з футболу 1926 (сербохорв. Prvenstvo Kraljevini Srba, Hrvata i Slovenaca u fudbalu 1926.) — четвертий розіграш футбольної першості Югославії. Турнір проходив за кубковою системою. До участі у змаганнях були залучені команди-переможці регіональних чемпіонатів. Вдруге чемпіоном країни став клуб із міста Загреб — «Граджянскі».

## Клуби-учасники
- Переможець футбольної асоціації Белграда — «Югославія»
- Переможець футбольної асоціації Загреба — «Граджянскі»
- Переможець футбольної асоціації Осієка — «Славія»
- Переможець футбольної асоціації Любляни — «Ілірія»
- Переможець футбольної асоціації Сараєво — САШК
- Переможець футбольної асоціації Спліта — «Хайдук»
- Переможець футбольної асоціації Суботиці — «Бачка»

## Чвертьфінали
«Славія» (Осієк) пройшла в наступний раунд без гри.
| 11 липня 1926 |

| «Бачка» (Суботиця)                     | 2:12 | «Югославія» (Белград)                                                                             |
| -------------------------------------- | ---- | ------------------------------------------------------------------------------------------------- |
| Перо Шарчевич 35' Мартин Полякович 81' |      | 24' 37' 53' 66' 79' 86' Драган Йованович 17' 34' 63' 74' 88' Душан Петкович 70' Бранислав Секулич |

| «Бачка», Суботиця Глядачів: 2 500 Арбітр: Артур Дубравчич |

| 11 липня 1926 |

| САШК (Сараєво) | 1:2 | «Хайдук» (Спліт)        |
| -------------- | --- | ----------------------- |
| Рашид Нємчевич |     | Любо Бенчич Лео Лемешич |

| «Ковачичі», Сараєво Глядачів: 5 000 Арбітр: Ернест Фабріс |

| 11 липня 1926 |

| «Граджянскі» (Загреб)                                             | 7:1 | «Ілірія» (Любляна) |
| ----------------------------------------------------------------- | --- | ------------------ |
| Франьо Гілер 2' 24' 27' (пен.) 31' 34' 47' (пен.) Єне Абрахам 37' |     | 13' Сречко Херман  |

| «Граджянскі», Загреб Глядачів: 5 000 Арбітр: Станойло Йокшич |

## Півфінали
| 18 липня 1926 |

| «Граджянскі» (Загреб)                                                        | 7:0 | «Славія» (Осієк) |
| ---------------------------------------------------------------------------- | --- | ---------------- |
| Рудольф Хітрець 25' 55' 89' Еміль Першка 58' Франьо Гілер 65' 83' (пен.) 86' |     |                  |

| «Граджянскі», Загреб Глядачів: 2 500 Арбітр: Віктор Водічек |

| 18 липня 1926 |

| «Югославія» (Белград)                                              | 5:1 | «Хайдук» (Спліт)    |
| ------------------------------------------------------------------ | --- | ------------------- |
| Душан Петкович 1' Бранислав Секулич 24' 66' Стеван Лубурич 83' 87' |     | 40' Марко Марковіна |

| «Тркаліште», Белград Глядачів: 15 000 Арбітр: Гейнрих Чаягі |

## Фінал
| 25 липня 1926 |

| «Граджянскі» (Загреб)                    | 2:1 | «Югославія» (Белград) |
| ---------------------------------------- | --- | --------------------- |
| Еміль Першка 40' Франьо Гілер 87' (пен.) |     | 16' Душан Петкович    |

| «Конкордія», Загреб Глядачів: 10 000 Арбітр: Антон Фелвер |

«Граджянскі»: Максиміліан Михелчич, Франьо Мантлер, Густав Ремець, Мирослав Арнольд, Рудольф Рупець, Драгутин Врагович, Лука Віднєвич, Рудольф Хітрець, Еміль Першка, Франьо Гілер, Єньо Абрахам, тренер: Імре Пожоньї (Угорщина)
«Югославія»: Стеван Ніколич, Милутин Івкович, Радослав Стакич, Светислав Маркович, Бранко Петрович, Стоян Попович, Бранислав Секулич, Драган Йованович, Стеван Лубурич, Душан Петкович, Владета Джурич, тренер: Карел Блаха (Австрія)

## Склад чемпіона
«Граджянскі»: Максиміліан Михелчич (3); Франьо Мантлер (3), Густав Ремець (3); Драгутин Врагович (3), Мирослав Арнольд (2), Рудольф Рупець (2) Звонимир Артль (2); Еміль Першка (3.2), Франьо Гілер (3.10), Єне Абрахам (3.1), Лука Віднєвич (2), Рудольф Хітрець (2.3), тренер: Імре Пожоньї (Угорщина)

## Найкращі бомбардири
|    | Гравець           | Команда      | Голів |
| -- | ----------------- | ------------ | ----- |
| 1° | Франьо Гілер      | «Граджянскі» | 10    |
| 2° | Душан Петкович    | «Югославія»  | 7     |
| 3° | Драган Йованович  | «Югославія»  | 6     |
| 4° | Рудольф Хітрець   | «Граджянскі» | 3     |
|    | Бранислав Секулич | «Югославія»  | 3     |